# DJ 프레시
DJ 프레시(DJ Fresh, 1977년 4월 11일 ~ )은 잉글랜드의 디스크 자키이다.

## 디스코그래피
- Escape from Planet Monday (2006)
- Kryptonite (2010)
- Nextlevelism (2012)